# The Incredible Tide
The Incredible Tide o La marea increíble es una novela de ciencia ficción posapocalíptica escrita por Alexander Key y publicada en 1970. Fue la inspiración para la serie de televisión Conan, el niño del futuro dirigida por Hayao Miyazaki en 1978.

## Trama
The Incredible Tide cuenta la historia de Conan, un chico que vive solo con un mundo posterior a un cataclismo producido por la tercera guerra mundial. Los hechos acontecen veinte años después de esa destrucción, cuando las aguas han ocupado casi toda la superficie terrestre, y solo pocas islas emergen sobre el nivel del mar: High board, la isla perdida, e Industria, una isla de basura. Aparece Lana, una niña escapada de un rapto, y a partir de allí es una batalla épica por rescatar la vida bucólica contra la industrialización y la guerra.
- Datos: Q1096044